# Khāv
Khāv (persiska: خاُو, قَلَ خاُ, خاُ, خاو) är en ort i Iran.   Den ligger i provinsen Kurdistan, i den nordvästra delen av landet, 500 km väster om huvudstaden Teheran. Khāv ligger 1 284 meter över havet och antalet invånare är 335.
Terrängen runt Khāv är huvudsakligen kuperad, men den allra närmaste omgivningen är platt.Runt Khāv är det ganska tätbefolkat, med 60 invånare per kvadratkilometer. Närmaste större samhälle är Marivan, 17,3 km sydost om Khāv. Trakten runt Khāv består till största delen av jordbruksmark.